# San Antonio de Benagéber
San Antonio de Benagéber (valencianisch Sant Antoni de Benaixeve) ist eine spanische Gemeinde der (municipio) der Landesregion Valencia (Communidad de Valencia) in Spanien. Gleichzeitig gehört sie mit zur Provinz Valencia und zur Comarca Campo de Turia und hat 10.630 Einwohner (Stand: 2024).
Die Gemeinde wurde per Dekret 1997 gebildet. Es besteht heute aus den Siedlungen (Urbanizaciónes) Montesano, Colinas de San Antonio, Cumbres de San Antonio, San Vicente und dem Neubaugebiet Pla del Pou.

## Geographie
San Antonio de Benagéber liegt etwa 12 Kilometer nordwestlich der Provinzhauptstadt Valencia in einer Höhe von ca. 120 m. Es handelt sich vor allem um eine Satellitenstadt von Valencia.
Durchschnitten wird die Gemeinde von der Autovía del Turia (CV-35). 

## Bevölkerungsentwicklung
| Jahr      | 2001 | 2011 | 2021 |
| Einwohner | 2989 | 6856 | 9501 |

## Bauwerke
- Antoniuskirche (Iglesia de San Antonio Abad)
- Wasserturm

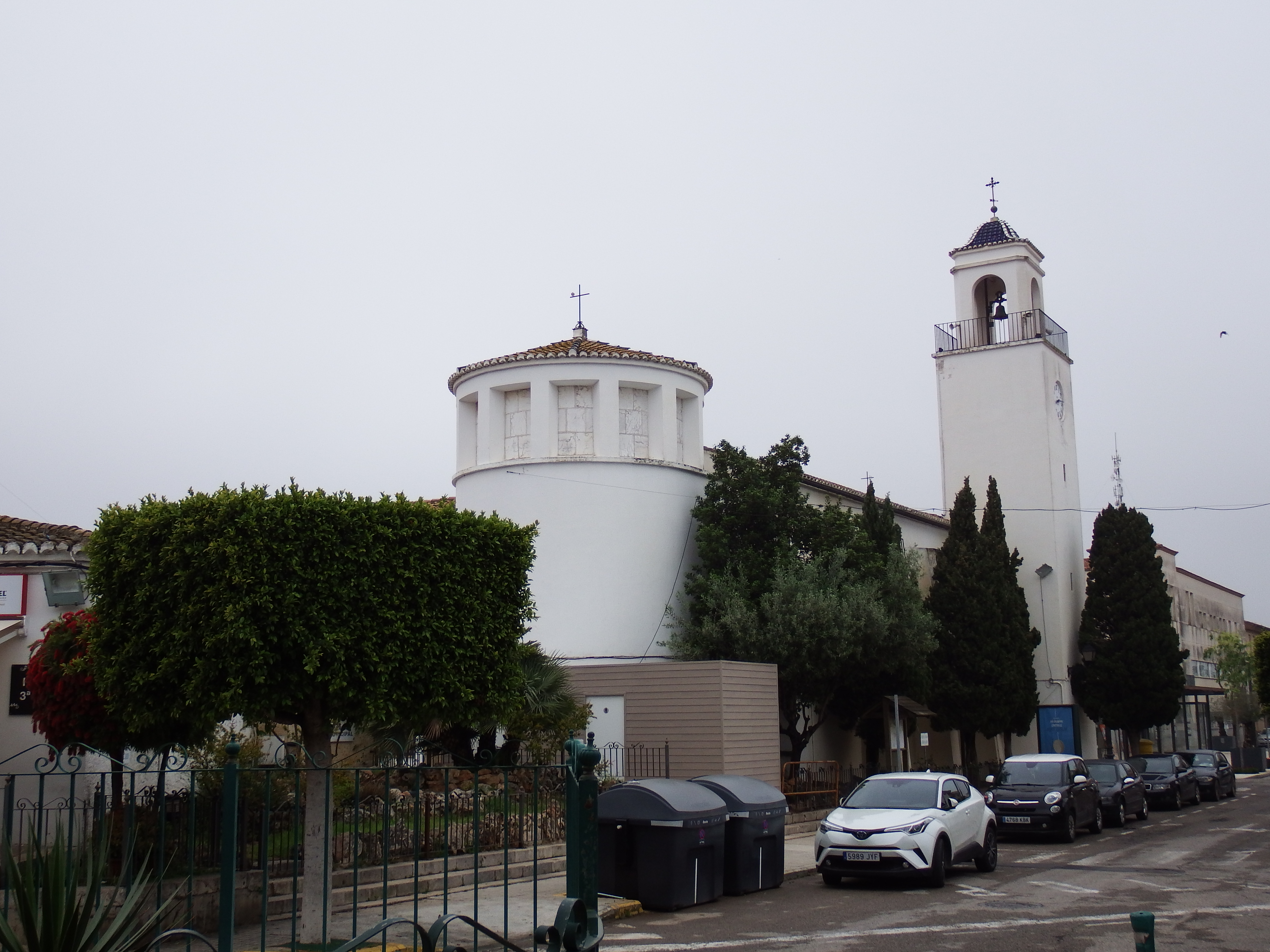
Antoniuskirche
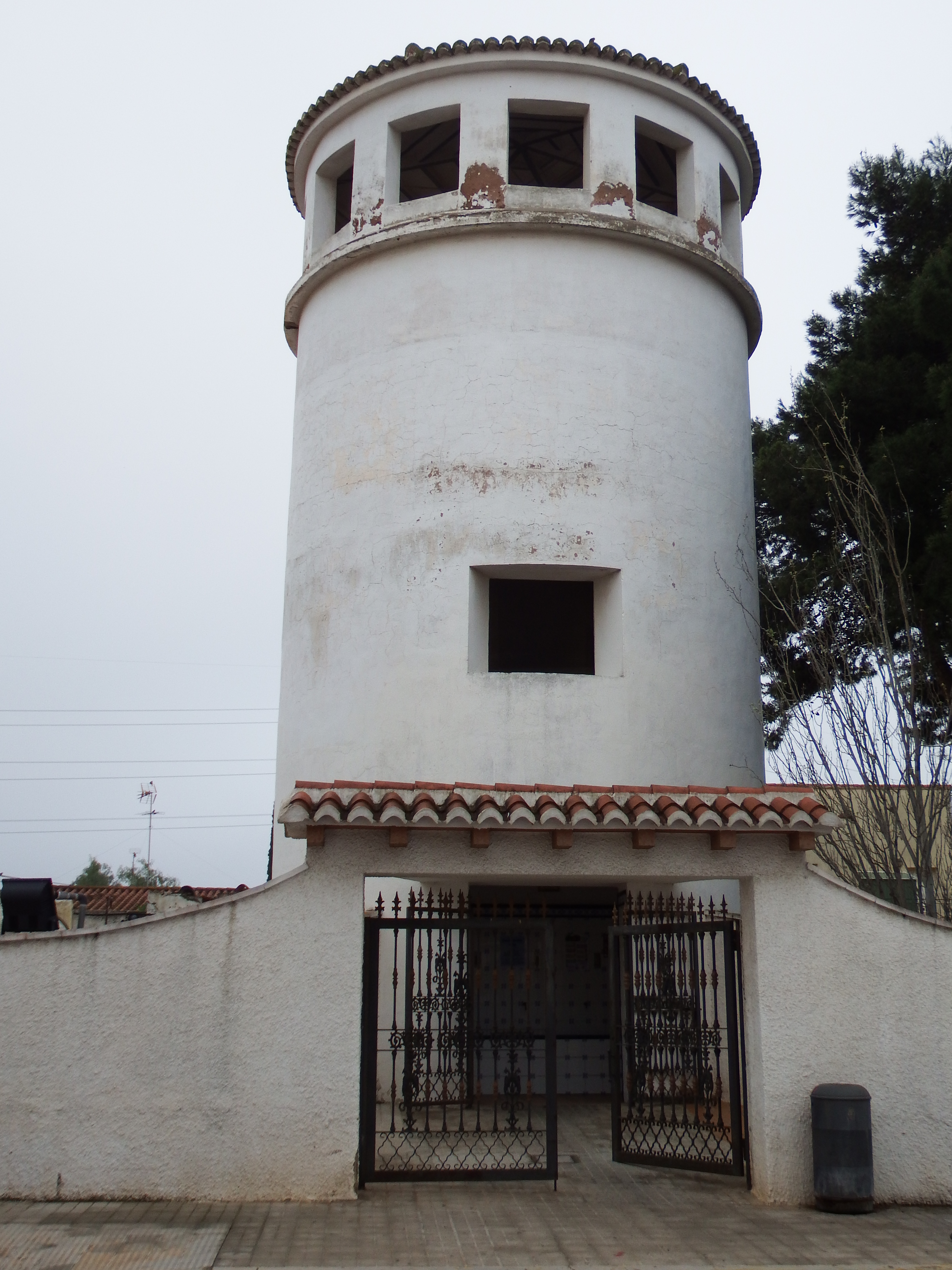
Wasserturm
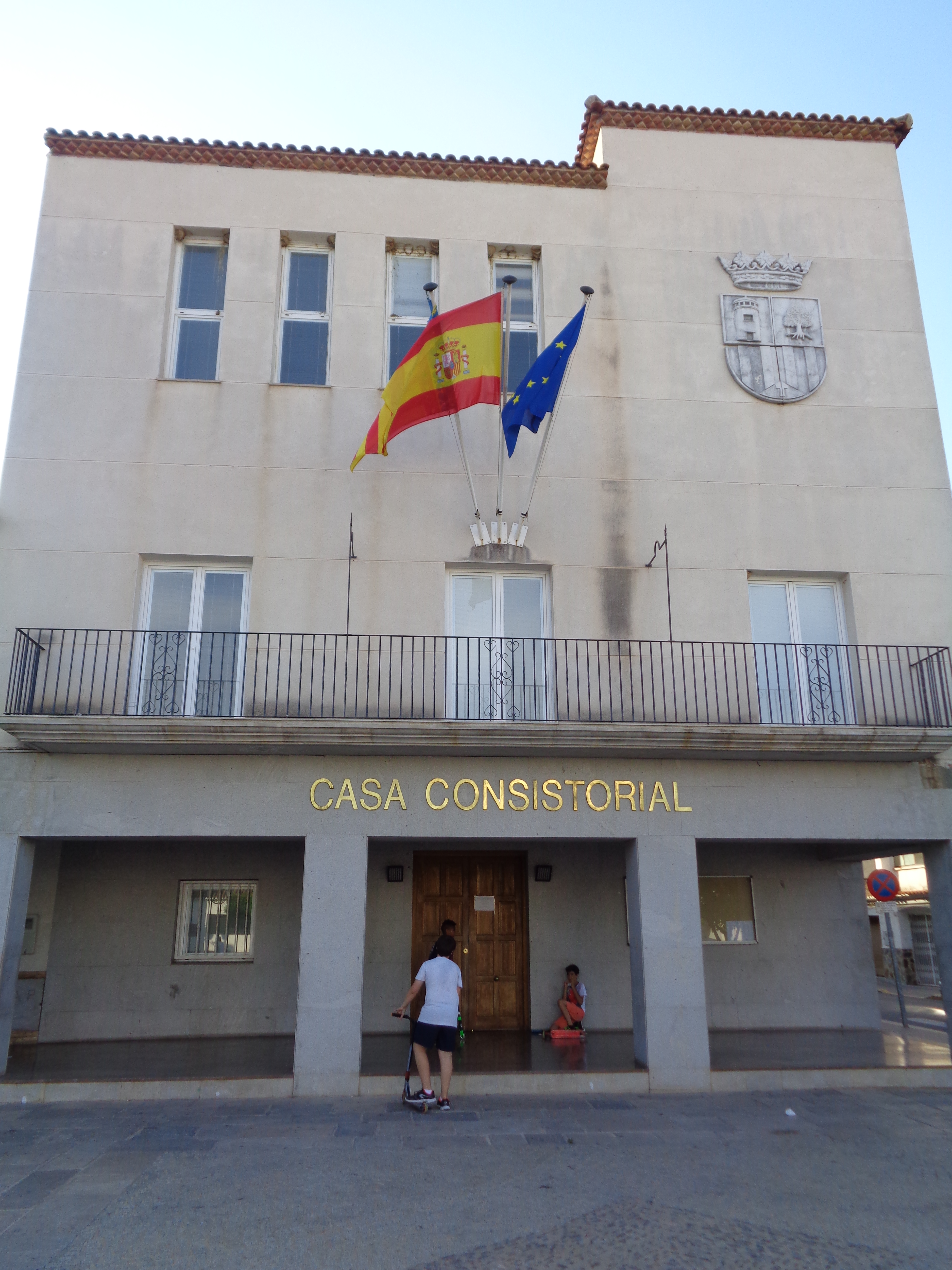
Rathaus